# Crete Challenger II 2025
Il Crete Challenger II 2025 è stato un torneo maschile di tennis professionistico. È stata la 2ª edizione del torneo, facente parte della categoria Challenger 50 nell'ambito dell'ATP Challenger Tour 2025, con un montepremi di 54 000 €. Si è giocato dal 10 al 16 marzo 2025 sui campi in cemento di Chersonissos, in Grecia.

## Partecipanti

### Teste di serie
| Nazionalità   | Giocatore         | Ranking* | Testa di serie |
| ------------- | ----------------- | -------- | -------------- |
| Kazakistan    | Timofej Skatov    | 182      | 1              |
|               | Aslan Karacev     | 207      | 2              |
| Uzbekistan    | Khumoyun Sultanov | 218      | 3              |
| Taipei cinese | Wu Tung-lin       | 237      | 4              |
| Rep. Ceca     | Marek Gengel      | 244      | 5              |
| Lussemburgo   | Chris Rodesch     | 264      | 6              |
| Ungheria      | Zsombor Piros     | 266      | 7              |
| Italia        | Lorenzo Giustino  | 269      | 8              |
| Germania      | Rudolf Molleker   | 276      | 9              |

* Ranking al 3 marzo 2025.

### Altri partecipanti
I seguenti giocatori hanno ricevuto una wild card per il tabellone principale:
- Federico Cinà
- Stefanos Sakellaridis
- Pavlos Tsitsipas

Il seguente giocatore è entrato in tabellone come special exempt:
- Stuart Parker

I seguenti giocatori sono entrati in tabellone come alternate:
- Matthew Dellavedova
- Giovanni Fonio

I seguenti giocatori sono passati dalle qualificazioni:
- Keegan Smith
- Marcello Serafini
- Marko Topo
- Oleksij Krutych
- Ryan Peniston
- Kasidit Samrej

## Punti e montepremi
| Torneo    | Torneo              | V     | F     | SF    | QF    | 2T  | 1T  | Q | Q2  | Q1  |
| Singolare | Punti               | 50    | 25    | 14    | 8     | 4   | 0   | 3 | 1   | 0   |
| Singolare | Premi in denaro (€) | 4 910 | 2 950 | 1 735 | 1 000 | 600 | 360 | – | 180 | 110 |
| Doppio    | Punti               | 50    | 25    | 14    | 8     | –   | 0   | – | –   | –   |
| Doppio    | Premi in denaro (€) | 1 900 | 1 110 | 670   | 390   | –   | 225 | – | –   | –   |

## Campioni

### Singolare
Dimitar Kuzmanov ha sconfitto in finale  Federico Cinà con il punteggio di 6–4, 6–2.

### Doppio
Stefanos Sakellaridis /  Petros Tsitsipas hanno sconfitto in finale  Ilia Simakin /  Kelsey Stevenson con il punteggio di 6–2, 6–2.